# Marquesaseilanden
De Marquesaseilanden of Markiezenarchipel vormen een eilandengroep in de Stille Oceaan en maken deel uit van Frans-Polynesië. In het Frans heten ze de Îles Marquises. In het Marquesan heten ze het land van de mannen, in het Noord-Marquesan Te Henua Kenata, in het Zuid-Marquesan Te Fenua `Enana. De Spaanse naam is gegeven door de ontdekkingsreiziger Álvaro de Mendaña de Neira, die de eilanden in 1595 zag en ze vernoemde naar zijn baas, de markies van Mendoza.

De eilanden hebben samen 9346 (2017) inwoners.
In 2024 werden de eilanden erkend als gemengd natuurlijk en cultureel werelderfgoed tijdens de 46e sessie van de UNESCO Commissie voor het Werelderfgoed en bijgeschreven op de werelderfgoedlijst onder de titel "Te Henua Enata – De Marquesas-eilanden". De erkenning was gebaseerd op een uitzonderlijke getuigenis van de territoriale bezetting van de Marquesas-archipel door een menselijke beschaving die rond het jaar 1000 over zee arriveerde en zich tussen de 10e en de 19e eeuw op deze geïsoleerde eilanden ontwikkelde. Het is ook een hotspot van biodiversiteit die onvervangbare en uitzonderlijk goed bewaarde mariene en terrestrische ecosystemen combineert. Gekenmerkt door scherpe bergkammen, indrukwekkende toppen en kliffen die abrupt boven de oceaan uitsteken, zijn de landschappen van de archipel ongeëvenaard op deze tropische breedtegraden. De archipel is een belangrijk centrum van endemisme, de thuisbasis van zeldzame en diverse flora, een diversiteit aan emblematische mariene soorten en een van de meest diverse zeevogelassemblages in de Stille Zuidzee. De wateren van Marquesan zijn vrijwel vrij van menselijke uitbuiting en behoren tot de laatste mariene wildernisgebieden ter wereld. Het pand omvat ook archeologische vindplaatsen, variërend van monumentale droge stenen bouwwerken tot lithische sculpturen en gravures.

## Eilanden

### Noordelijke groep
- Eiao
- Hatutu
- Motu Iti
- Motu One
- Nuku Hiva
- Ua Huka
- Ua Pou

### Zuidelijke groep
- Fatu Hiva
- Fatu Huku
- Hiva Oa
- Moho Tani
- Motu Nao
- Tahuata

## Trivia
In België zijn deze eilanden vooral bekend door Jacques Brel, die samen met minnares Maddly Bamy met zijn zeiljacht Askoy II naar Hiva Oa voer. Johan Verminnen, een groot bewonderaar van Brel, zingt in zijn lied Ik wil ik wil ik dat hij naar Brels Îles Marquises wil gaan. Ook de Franse schilder Paul Gauguin spendeerde zijn laatste jaren op de Marquesaseilanden en ligt evenals Brel begraven op de begraafplaats le cimetière du Calvaire op het eiland Hiva Oa. 
Genootschapseilanden (Bovenwindse Eilanden · Benedenwindse Eilanden) · Tuamotu-Gambier (Gambiereilanden · Tuamotu) · Australeilanden · Marquesaseilanden
Noordelijke groep:
Eiao ·
Hatutu ·
Motu Iti ·
Motu One ·
Nuku Hiva ·
Ua Huka ·
Ua Pou
Zuidelijke groep:
Fatu Hiva ·
Fatu Huku ·
Hiva Oa ·
Moho Tani ·
Motu Nao ·
Tahuata